# فريد سميكة
فريد سميكة بطل الغطس المصري، وأول مصري وعربي يحصل على الميدالية الفضية والبرونزية في الغطس.
ولد فريد سميكة عام 1907م، وقد حصل فريد سميكة على ميداليتين في دورة واحدة حيث فاز بفضية السلم الثابت وبرونزية السلم المتحرك في دورة الألعاب الأوليمبية في عام 1928م والتي أقيمت في أمستردام بهولندا، وفي عام 1932م فاز سميكة ببطولة العالم للغطس.
اعتزل فريد سميكة في عام 1935 وعمل مدربا لمنتخب مصر الأوليمبي في الغطس والذي شارك في دورة برلين 1936م، قتل فريد سميكة عام 1944م علي يد اليابانيين في الحرب العالمية الثانية حيث شارك مع الجيش الأمريكي وذلك عند إسقاط طائرته في ماكاسار، إندونيسيا وتم أسره في 1943 وقتلوه بعدها. وقد أطلق اسمه على أحد شوارع منطقة مصر الجديدة بالقاهرة.

## حياته
- فريد سميكة هو اسم ربما لا يعرفه أحد إلا قاطني ذلك الشارع في حي مصر الجديدة بالعاصمة المصرية القاهرة . شارع يمتد من الكلية الحربية و حتى الألف مسكن . شارع طويل يمر بميدان الحجاز وميدان الألف مسكن . منه تقدر تطلع على الكلية الحربية أو النزهة الجديدة . و قد تميل نحو مساكن شيراتون أو ربما تتجه نحو ميدان هليوبوليس أو ميدان المحكمة أو الميريلاند .

ولد فريد لعائلة قبطية عريقة، يستقر إلى اليوم تمثال من نظن أنه عمه، مرقص باشا سميكة (عضو مجلس الشورى ومدير مصلحة السكة الحديد)، وهو الذي أنشئ المتحف القبطي وقام بإثرائه بالعديد من القطع الأثرية من مقتنياته الشخصية.
فريد باسيلي سميكة من مواليد الإسكندرية في العام 1907 . في الإسكندرية عاش فريد طفولة مخملية فألحقه فيها أبوه مدير الجمارك باسيلي بك سميكة بمدارس النخبة فأتقن الفرنسية والإنجليزية . مثٍل مصر في أوليمبياد أمستردام في العام 1928 ليسجل اسمه إلى جوار إبراهيم مصطفى و سيد نصير كأول من رفع علما عربيا وأفريقيا في المحفل الأوليمبي بفضية في مسابقة السلم الثابت ( كانت في الأصل ذهبية لكنها ذهبت للأسف وللعجب أثناء مراسم التتويج وعزف السلام الملكي احتفالا بتتويج المصري فريد سميكة بالذهبية إلي منافسه الأمريكي ) و برونزية في مسابقة السلم المتحرك . في العام 1932 فاز فريد سميكة ببطولة العالم في الغطس . و في أمريكا حيث استقر حاز بطولة أمريكا في الغطس أكثر من مرة كما حاز علي بطولة العالم في اليابان .
اعتزل فريد في العام 1932 في أوج تألقه . و في العام 1933 قام برحلة حول العالم مع زميله هارولد سميث أبهرا فيها كل من شاهد عروضهما في الغطس المزدوج ثم لاحقا قاما برحلة مماثلة عبر الولايات المتحدة أقاما خلالها عروضا كرنفالية لتحفيز الشباب على ممارسة تلك الرياضة . و في العام 1935 عمل مدربا لمنتخب المملكة المصرية الأوليمبي في الغطس و الذي شارك في دورة برلين 1936 .
اقتحم فريد سميكة عالم هوليود السينمائي من خلال ظهوره كدوبلير في المشاهد الخطرة في أفلام طرزان مع جوني فايسمولر و في فيلم ' ما وراء البحار" و شارك بقفزاته في زوج من الأفلام الوثائقية الشهيرة من إنتاج « مترو غولدوين ماير » عن رياضة الغطس وهما ( «الغطس المزدوج 1939» و « الرياضات المائية » 1941) .

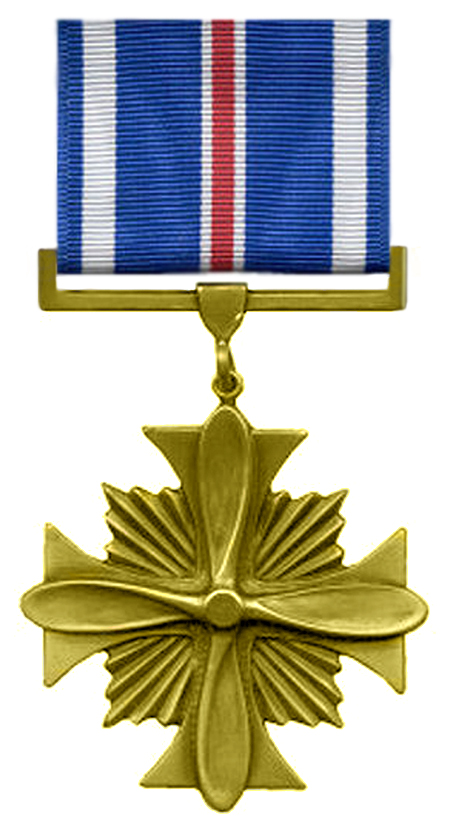
صليب الطيران الفخرى الامريكي

الحرب العالمية الثانية كانت بداية الفصل الأخير من الحكاية الأسطورية إثر التحاق فريد سميكة بالجيش الأمريكي في صيف العام 1942 . بعد شهور من التدريب المتواصل وبسبب معرفته السابقة بالطيران حصل فريد على رتبة ملازم ثان بسلاح الجو الأمريكي . لا تتوافر معلومات رسمية حول المهام الموكلة إلى فريد لكن مذكرات قدامى المحاربين تشير إلى دوره كمصور جوي لمواقع اليابانيين . في وقت غير معلوم من نهاية العام 1943 سقطت طائرة مقاتلة من طراز « B -42 » كانت تقل فريد وتؤكد التقارير وقوع الحادثة في آسيا لكنها تتضارب حول تحديد الموقع الدقيق بين « غينيا الجديدة و هي جزيرة كبيرة تقع في جنوب غرب المحيط الهادي شمال أستراليا و تعد ثاني أكبر جزر العالم بعد غرينلاند» و إندونيسيا . و اعتبرته الولايات المتحدة « مفقودا أثناء العمليات ». أصبح فريد أسير حرب بيد اليابانيين الذين كان يتمتع بشعبية طاغية في بلادهم قبل الحرب لسبق فوزه ببطولات عدة في اليابان ولشهرته العالمية . يروي الغطاس التاريخي سامي لي ( و كان فريد المثل الأعلى له . و كان سامي لي يعتبر فريد بطل طفولته . و كان فريد نفسه قد تنبأ لسامي بأنه سيصير بطلا أوليمبيا وبالفعل صار سامي لي أول رجل غير أبيض يفوز بميدالية أوليمبية في رياضة مائية ) . المهم يقول سامي لي أنه التقى مصادفة في أحد المستشفيات بقائد السرب الجوي الذي يضم طائرة فريد. و أنه أخبره أن سباحا أوليمبيا أمريكيا آخر وقع في يد اليابانيين أثناء الحرب واقتيد إلى نفس معسكر الاعتقال الذي قضى فيه فريد فترة من الزمن. و أنه عند دخوله إلى المعسكر شاهد مجموعة من الرؤوس المقطوعة علقها اليابانيون على أسوار المعسكر وكان ذلك في أوائل العام 1944 لإثارة ذعر الأمريكيين تعرف منها على رأس صديقه السابق فريد سميكة . لاحقًا استطاع « لي » الوصول إلى عائلة فريد وأخبرهم بالقصة . و بدورهم أخبروه أن الحكومة الأمريكية اعتبرتة شهيدا في العام 1945 و كرّمته بوسام عسكري . و أخبره ابنه الذي أصبح بدوره طيارا مقاتلًا أنهم كانوا قد ظنوا خطأ أنه قتل في مكان ما من شمال أفريقيا على أيدي الألمان أو الطليان بعدما أجبروه على العمل كمترجم .

## روابط خارجية
- فريد سميكة على موقع IMDb (الإنجليزية)
- فريد سميكة على موقع قاعة مشاهير السباحة العالمية (الإنجليزية)
- فريد سميكة على موقع أوليمبيديا (الإنجليزية)